# Strongyloides papillosus
Strongyloides papillosus är en rundmaskart som först beskrevs av Wedl 1856.  Strongyloides papillosus ingår i släktet Strongyloides och familjen Strongyloididae. Arten är reproducerande i Sverige. Inga underarter finns listade i Catalogue of Life.